# Eileen Vollick
Eileen Vollick (2. srpna 1908, Wiarton, Ontario, Kanada – 27. září 1968 Elmhurst, Queens, Spojené státy americké) byla kanadská pilotka a první žena, která získala kanadskou pilotní licenci.

## Životopis
Narodila se 2. srpna 1908 ve Wiartonu ve státě Ontario jako třetí dítě Mary a James Rileyových. V roce 1911 její otec zemřel při důlním neštěstí v severním Ontariu. Po třech letech se matka Mary provdala za námořního inženýra George Vollicka, za kterým se přestěhovali do Hamiltonu ve státě Ontario. Rovněž její potomci převzali jeho jméno. Marie a George spolu měli dvě dcery a syna. Eileen Vollick vystudovala St. Patrick’s High School v Hamiltonu a poté pracovala ve společnosti Hamilton Cotton Company.
První motorový let v Kanadě proběhl 23. února 1909, přičemž velké příležitosti pro letce znamenala první světová válka. Vojenští piloti však nepotřebovali pilotní průkaz. Po válce armáda vydávala pilotní licence mužům, kteří chtěli létat i po odchodu do civilu. Kanadské letectví však zůstávalo výhradně mužskou záležitostí. V roce 1927 kanadská vláda iniciovala rozvoj leteckých klubů, poskytujících pilotní výcvik civilistům. V reakci na to v Hamiltonu vznikla první kanadská letecká škola Jack Elliott Air Service. Eileen sledovala její výstavbu a zanedlouho i první lety cvičných dvouplošníků Curtiss JN-4 Canuck. Tehdy se rozhodla, že chce být pilotkou, ale zároveň se bála odmítnutí a výsměchu. Dokonce chtěla získat komerční pilotní licenci, aby se létáním mohla živit například při přepravě pošty. Nakonec se osmělila a vyhledala Jacka Elliotta, aby se zeptala na možnost stát se pilotkou. Nebyla hned přijala, neboť ji Elliot požádal, aby nejprve napsala žádost kanadské vládě. Z ministerstva obrany dostala odpověď, že osvědčení budou udělována pilotům obou pohlaví, avšak podmínkou je dosažení věku devatenácti let.

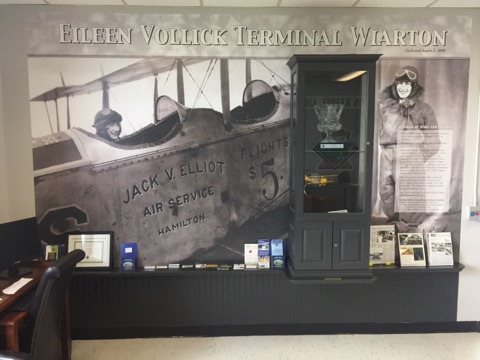
Památník na mezinárodním letišti Wiartona Keppela v Ontariu

Po získání povolení Eileen Vollicková zahájila letecký výcvik. Svůj první let s instruktorem absolvovala 9. června 1927. Pro časopis Canadian Air Review napsala: „Můj první let byl obdobím mého života, na které se nezapomíná.“ Od června do července 1927 Vollicková uskutečnila jedenáct letů v celkové délce šesti hodin a dvaceti minut. Velmi ji podporovala matka Mary, který jí z manželových montérek vytvořila pilotní kombinézu. Učila se leteckou akrobacii a dokonce seskočila padákem z výšky 850 metrů. Její úsilí i padákový seskok neunikly pozornosti médii. Vollicková dostala nabídku na denní seskoky padákem na Kanadské národní výstavě, ale odmítla, protože dávala přednost létání. Během výcviku musela udělat půlroční přestávku, během které šetřila na další lekce. V únoru 1928 se k leteckému výcviku vrátila, přičemž její Curtiss Jenny na zimu nesl lyžový podvozek. Dne 13. března 1928 Vollicková úspěšně zvládla zkušební let na letounu Curtiss JN-4 Canuck a jako první žena získala kanadskou pilotní licenci (ne však tu pro komerční létání). Deník Hamilton Spectator o jejím úspěchu informoval, avšak neodpustil si komentář: „Zajímalo by mě, co by místní dívka, která získala leteckou licenci, dělala, kdyby ve svém letadle objevila myš?“ Vollicková také dostala nabídky na přednášky a akrobatická vystoupení v Kanadě a Spojených státech. Na letecké turné dobré vůle, později zrušené, ji dle rodiny pozvala Amelia Earhartová.
V březnu 1929 se Vollicková zúčastnila slavnostního otevření Holmesova letiště v New Yorku. Tehdy se seznámila s Jamesem Hopkinem, za nějž se 28. září 1929 provdala. Manželé se přestěhovali do Elmhurstu v newyorské čtvrti Queens. Narodily se jim dcery Eileen a Audrey. Po svatbě se Vollicková vzdala létání, ale později toho často litovala. Eileen Vollicková zemřela roku 1968. Pohřbena je na hřbitově Woodlawn Cemetery v Bronxu.
Uznání se Vollicková dočkala posmrtně. Roku 1975 jí byl udělen medailon Amelie Earhartové za mimořádný přínos letectví. V den stého výročí jejího narození po ní byl pojmenován terminál na mezinárodním letišti Wiartona Keppela v Ontariu. Zároveň ji připomněla poštovní známka.